# 日光カンツリー倶楽部
日光カンツリー倶楽部（にっこうカンツリーくらぶ）は、栃木県日光市所野に広がるゴルフ場である。

## 概要
栃木県知事・小平重吉には、「世界に名を知られた日光に、観光施設としてのゴルフ場を」との政策目標があった。栃木県には、「那須ゴルフ倶楽部」があったが、東京人が造ったゴルフ場だといわれていた。栃木県人の手でゴルフ場をという目的で、1952年（昭和27年）7月19日、小平は金谷ホテルで加藤武男と相談し、栃木県で建設用地を確保し、建設工事も県営で行うことを約束した。
1952年（昭和27年）8月16日、「程ヶ谷カントリー倶楽部」の加藤恭平、「我孫子ゴルフ倶楽部」の杉田寧、「霞ヶ関カンツリー倶楽部」の加藤次郎、「相模カンツリー倶楽部」の島田善介の4名に対し、「日光ゴルフ建設に関する技術を嘱託する」との辞令を交付したことに始まる。これは、ゴルフ界では初めてのことだった。
1953年（昭和28年）7月、発起人会が開催された、県知事、副知事、日光町（現在は日光市）、今井町、それに金谷ホテルなどが出席し、株主には東照宮、輪王寺、二荒山神社が加わった。コース設計は井上誠一に依頼、建設候補地は大谷川の旧河床に決定した。男体山に向かって広く開けた土地で、日光の趣を感じさせたからだった。1954年（昭和29年）1月、各ホールの造成工事に着手した。1955年（昭和30年）4月3日、アウトコース9ホールが完成し、仮開場した、同年5月22日、インコース9ホールが完成した。1964年（昭和39年）、「社団法人日光カンツリー倶楽部」が設立された。

## 所在地
〒321-1421 栃木県日光市所野2833番地

## コース情報
- 開場日 - 1955年4月3日
- 設計者 - 井上 誠一
- 面積 - 770,049m2（約23.2万坪）
- コースタイプ - 林間コース
- コース - 18ホールズ、パー72、7,061ヤード、コースレート 73.0
- グリーン - 1グリーン、ベント（ペンクロス）
- プレースタイル - 全組キャディ付き
- 練習場 - 15打席 200ヤード
- 休場日 - 毎週火曜日、12月31日、1月1日[2]

## クラブ情報
- 理事長 - 松本 典文
- 支配人 - 若林 梅夫 [3]

## ギャラリー
- コース - 「日光カンツリー倶楽部」、コース案内
- ハウス - 「日光カンツリー倶楽部」、設備案内

## 交通アクセス
鉄道
- 東武日光駅またはJR日光駅より
  - クラブバス（要予約）またはタクシー 約8分[4]
  - 日光交通 路線バス日光線下今市駅行で約9分「ゴルフ場前」バス停下車

道路
- 日光宇都宮道路 - 今市ICより 約15分[4]

## メジャー選手権
- 2003年（平成15年） - 第68回 日本オープンゴルフ選手権競技大会[5]
- 2021年（令和3年） - 第88回 日本プロゴルフ選手権大会[6]

## エピソード
- 日光カンツリー倶楽部の敷地は、大谷川の旧河床で、明治年間に2度の大洪水に見舞われた時に生じた転石の荒地だった。表土が薄く5寸掘れば隠れ石でバンカーも掘れない土地だった[7]。
- コース設計した井上誠一は、「バンカーは少なくとも松の枝がきっと日光ならではのハザードになるから」と、バンカーは33カ所に止めた[7]。
- 日光のゴルフコースは、冬に凍り春凍ったフェアウェイが溶ける、それが40年続くとフェアウェイも平坦に見えて微妙にうねりが異なる、井上は自然の力を予想したのである[7]。

## 関連文献
- 『週刊ダイヤモンド90(23) (通号 3937) 』、「週刊ダイヤモンドが選んだ日本のベスト・コース150(6)第10位 日光カンツリー倶楽部 来秋の日本オープン開催を待つリバーサイド・コース」、西澤忠著、東京 ダイヤモンド社、2002年6月15日、2020年7月22日閲覧
- 『ゴルフ場ガイド 東版』2006-2007、「日光カンツリー倶楽部（栃木県）」、東京 ゴルフダイジェスト社、2006年5月、2020年7月22日閲覧
- 『月刊ゴルフマネジメント30 (通号 309) 』、「ゴルフ倶楽部を考える(276回)日光カンツリー倶楽部の創設」、東京 一季出版、2009年4月、2020年7月22日閲覧
- 『ゴルフ博物誌』、荒垣秀雄著、東京 実業之日本社、1968年、2020年7月22日閲覧
- 『美しい日本のゴルフコース BEAUTIFUL GOLF CULTURE IN JAPAN 日本のゴルフ110年記念 ゴルフは日本の新しい伝統文化である』、ゴルフダイジェスト社、「美しい日本のゴルフコース」編纂委員会編、「日光カンツリー倶楽部」、東京 ゴルフダイジェスト社、2013年12月、2021年1月18日閲覧
- 『ゴルフ場セミナークラブハウス探訪48(10)』、「日光カンツリー倶楽部(栃木県・18H) 古き良き時代の雰囲気を継承しつつ、リニューアル」、東京 ゴルフダイジェスト社、2015年10月、2020年7月22日閲覧